# Віконт Сазелл

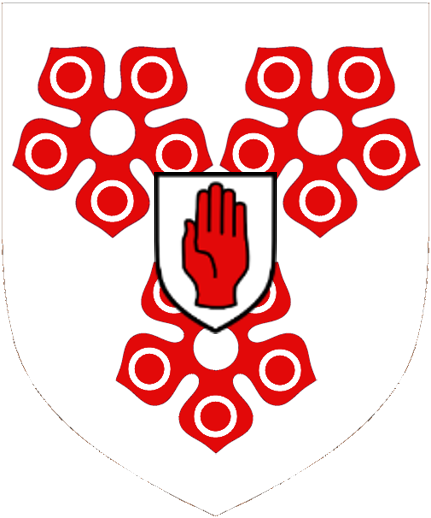
Герб віконтів Сазелл.

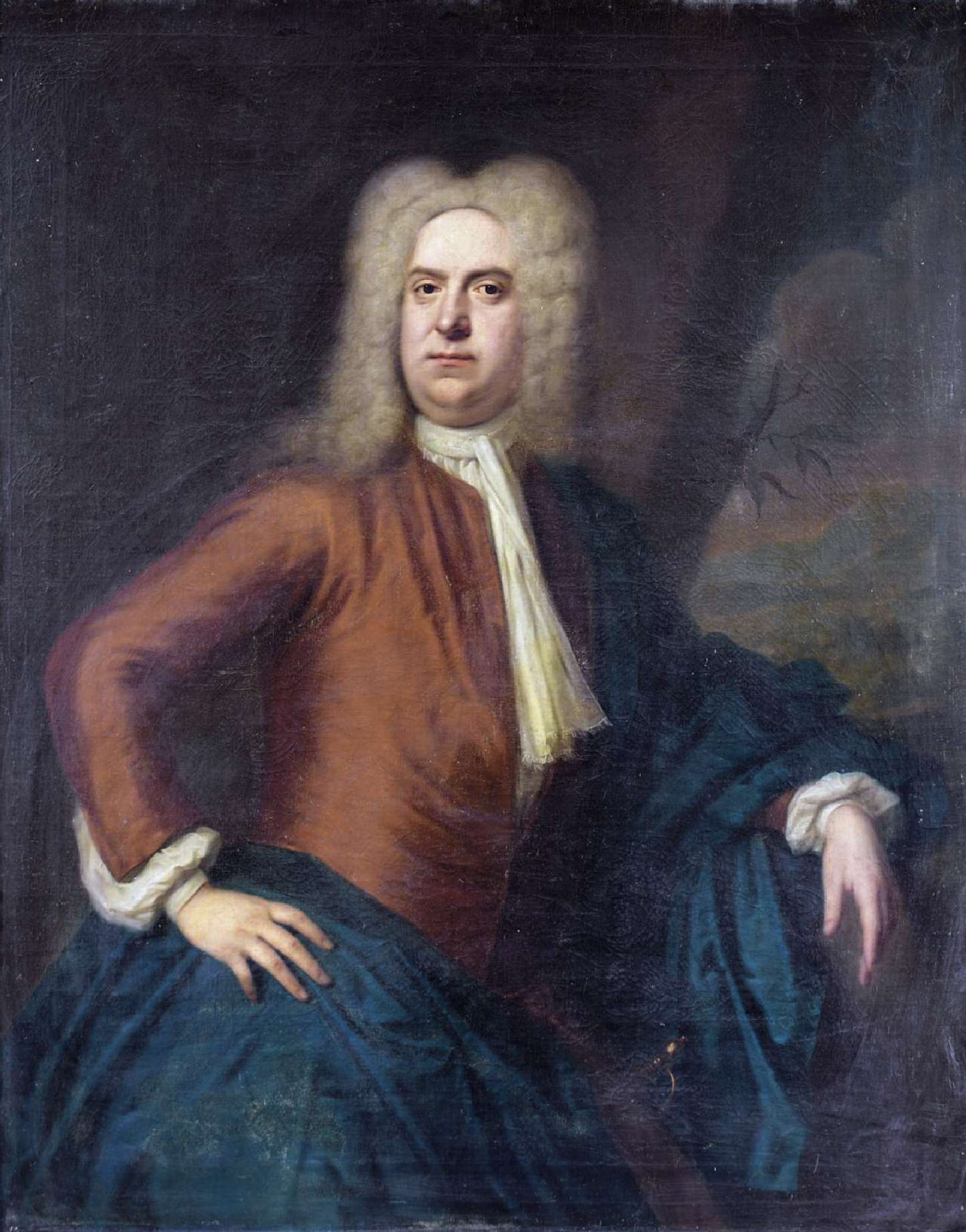
Томас Сазелл (1665 – 1720) – І барон Сазелл.

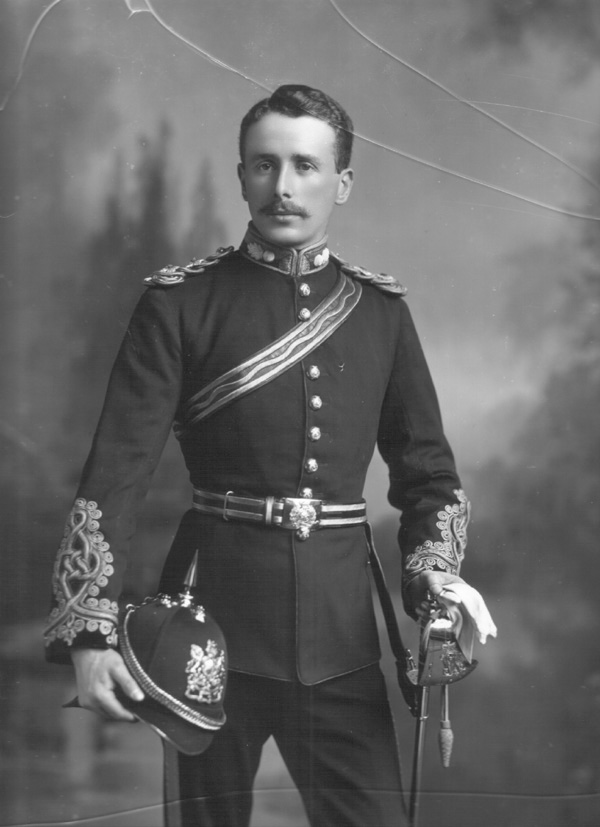
Артур Роберт Пайерс Сазелл (1872 – 1944) – V віконт Сазелл.

Віконт Сазелл (англ. - Viscount Southwell) – віконт Саузвелл – аристократичний титул в перстві Ірландії.

## Гасло баронів Сазелл
Deo Favente – «Бог дасть» (лат.)

## Історія віконтів Сазелл
Титул віконт Сазелл із замку Маттресс, що в графстві Лімерик створений в перстві Ірландії в 1776 році для Томаса Сазелла (Саузвелла) – ІІІ барона Сазелл.
Його предком був теж Томас Сазел, що отримав в 1662 році титул баронета Сазелл із замку Маттресс в баронетстві Ірландії. Він обіймав посаду Верховного шерифа графства Керрі в часи Претекторату Олівера Кромвеля. Томас народився в Ірландії, був п’ятим і останнім сином Едмунда Сазелла та його дружини Кетрін Герберт. Його дід - Джон Сазелл з Бархема приїхав до Ірландії із Саффолка (Англія) під час правління короля Англії, Шотландії та Ірландії Якова I. Його мати була багатою спадкоємицею - єдиною дитиною Гаррета Герберта з Раткіла. Сер Томас Сазелл одружився з Елізабет Старкі - дочкою Вільяма Старкі. Вона переживе його і помре у вересні 1688 року. У Томаса та Єлизавети був один син якого теж назвали Томас. Сер Томас Сазелл – майбутній І баронет Сазелл служив верховним шерифом Керрі, верховним шерифом Клер і верховним шерифом графства Лімерик у 1654 році під час Протекторату. 4 серпня 1662 року король Англії Чарльз II нагородив його титулом І баронета Сазелл із замку Маттресс у баронетстві Ірландії. Замок той досі стоїть на лівому березі річки Діл, на захід від Раткіла. Сер Томас Сазелл помер у травні 1681 року і був похований у Раткілі. Його старший син Річард був обраний депутатом Палати громад парламенту Ірландії, помер раніше від нього.
Титул успадкував його онук – теж Томас, що став ІІ баронетом Сазелл. Він був обраний депутатом Палати громад Парламенту Ірландії і представляв округу Лімерик. У 1717 році він отримав титул барона Сазелл з замку Кастл-Маттресс, що в графстві Лімерик в перстві Ірландії. Він був старшим сином Річарда Сазелла та його дружини леді Елізабет О’Браєн, - дочки Мерро О’Браєна – І графа Інчіквіна. Його молодшими братами були Вільям Сазелл і Річард Сазелл. У 1681 році, коли його батько помер раніше за його діда, Томас Сазелл успадкував титул баронета. Під час «Славетної революції» 1689 року, після того як він очолив невдале повстання в графстві Галвей, він і його брат були заарештовані парламентом короля Англії Якова II. Томас Сазелл був ув’язнений, але наступного року був звільнений і помилований. У 1695 році Томаса Сазелла обрали депутатом Палати громад парламенту Ірландії від округи Лімерик. Депутатом він був до 1713 року. Потім його знову обрали і він був депутатом в 1715 – 1717 роках. У 1717 році він отримав титул барона і став пером Ірландії. У 1697 році Томас Сазелл отримав посаду комісара з прибутків, але в 1712 році він пішов у відставку. Через два роки він був повторно призначений і займав цю посаду до своєї смерті в 1720 році. У травні 1710 року Томас Сазелл був приведений до присяги у Таємній раді Ірландії. У квітні 1696 року він одружився з леді Беттерою Конінгсбі - старшою дочкою Томаса Конінгсбі – І графа Конінгсбі та його першої дружини Барбари Горджес. У них було шість синів і п’ять дочок. Томас Сазелл помер у Дубліні і був похований у Раткілі. Титули успадкував його старший син – теж Томас. Його другий син Генрі також був депутатом парламенту Ірландії.
Титул успадкував його син, що став ІІ бароном Сазелл. Він був відомим політиком і масоном. У 1743 році він став гросмейстером Великої масонської ложі Ірландії. У 1717 році він був обраний депутатом Палати громад парламенту Ірландії від округи Лімерик, так само, як і його батько, і перебував у ньому до 1720 року, коли він успадкував титул барона. У 1726 році він був приведений до присяги в Таємній раді Ірландії. Він ввійшов до Королівського товариства в 1735 році і був губернатором графства Лімерик до своєї відставки в 1762 році. У березні 1719 року він одружився з Мері Коук – старшою дочкою Томаса Коука, і з нею у нього було троє синів. Він помер у суді Крейг, Чарінг-Крос, у віці 68 років, і титули успадкував його старший син – теж Томас. Його молодший брат Едмунд Сазелл «жив у близьких стосунках із» Семюелом Джонсоном протягом багатьох років і був першим, хто представив йому великого вченого шекспірознавця Едмонда Мелоуна.
Титул успадкував син ІІ барона Сазелл, що став ІІІ бароном Сазелл. Він отримав титул віконта Сазелл. Перед тим, як успадкувати титул барона він був обраний депутатом Палати громад парламенту Ірландії і представляв Еніскорт. Він був відомим політиком і масоном. Осіту здобув в Крайс-Черч (Оксфорд). У 1738 році він пішов служити прапорщиком в Другий піхотний полк британської армії. У 1741 році подав у відставку. У 1757 році він став гросмейстером Великої масонської ложі Ірландії. У 1747 – 1761 роках він був депутатом палати громад парламенту Ірландії від Енніскорті та Лімерика. Успадкував титул барона в 1766 році від батька. Через три роки він виголосив свою першу промову в Палаті лордів парламенту Ірландії. У 1750 році отримав посаду констебля замку Лімерик, а в 1762 році посаду губернатора графства Лімерик. Титул віконта одержав в 1776 році. 18 червня 1741 року він одружився з Маргарет Гамільтон – дочкою Артура Сесіла Гамільтона із замку Гамільтон. З нею він мав трьох синів і дочку. Крім того він мав ще одну дочку, мати якої лишилась невідомою для історії.
Його правнук – IV віконт Сазелл служив лорд-лейтенантом графства Лейтрім у 1872 – 1878 роках.
На сьогодні титулами володіє його правнук – VIII віконт Сазелл, що успадкував титул від свого батька в 2019 році.

## Баронети Сазелл (1662)
- Сер Томас Сазелл (помер у 1680 р.) – І баронет Сазелл
- Сер Томас Сазелл (1665 – 1720) – ІІ баронет Сазелл (отримав титул барон Сезелл у 1717 році)

## Барони Сазелл (1717)
- Томас Сазелл (1665 – 1720) – І барон Сазелл
- Томас Сазелл (1698 – 1766) – ІІ барон Сазелл
- Томас Джордж Сазелл (1721 – 1780) – ІІІ барон Сазелл (отримав титул віконт Сазелл у 1776 році)

## Віконти Сазелл (1776)
- Томас Джордж Сазелл (1721 – 1780) – І віконт Сазелл
- Томас Артур Сазелл (1742 – 1796) – ІІ віконт Сазелл
- Томас Ентоні Сазелл (1777 - 1860) – ІІІ віконт Сазелл
- Томас Артур Джозеф Сазелл (1836 - 1878) – IV віконт Сазелл
- Артур Роберт Пайерс Сазелл (1872 – 1944) – V віконт Сазелл
- Роберт Артур Вільям Джозеф Сазелл (1898 - 1960) – VI віконт Сазелл
- Пайерс Ентоні Джозеф Сазелл (1930 – 2019) – VII віконт Сазелл
- Річард Ендрю Пайерс Сазелл (1956 р. н.) – VIII віконт Сазелл

Імовірним і останнім спадкоємцем титулу є молодший брат нинішнього власника титулу його ясновельможність Чарльз Ентоні Джон Сазелл (1962 р. н.).